# 桑村
桑村（くわむら）は栃木県の南部、下都賀郡に属していた村である。茨城県と境を接する。

## 地理
- 河川 - 思川、姿川

## 歴史
- 1889年（明治22年）4月1日 - 町村制施行により、羽川宿、南半田村、飯塚新田、三拝川岸村、喜沢村、荒井村、出井村、鉢形村、東山田村、北飯田村、萱橋村、向野村が合併し桑村が成立する。
- 1956年（昭和31年）9月30日 - 絹村と合併し桑絹村となる。

## 行政
- 桑村長

| 代 | 氏名         | 就任                       | 退任                       | 備考 |
| -- | ------------ | -------------------------- | -------------------------- | ---- |
| 1  | 青木勝二     | 1889年（明治22年）5月1日   | 1891年（明治24年）7月30日  |      |
| 2  | 田波重左衛門 | 1892年（明治25年）5月16日  | 1893年（明治26年）4月10日  |      |
| 3  | 大和伝吾     | 1893年（明治26年）4月15日  | 1905年（明治38年）5月10日  |      |
| 4  | 小林利喜造   | 1905年（明治38年）6月2日   | 1915年（大正4年）5月30日   |      |
| 5  | 荒井鶴松     | 1915年（大正4年）9月14日   | 1927年（昭和2年）9月14日   |      |
| 6  | 大和弥市     | 1927年（昭和2年）9月15日   | 1931年（昭和6年）9月14日   |      |
| 7  | 梅山米三郎   | 1931年（昭和6年）12月28日  | 1939年（昭和14年）12月27日 |      |
| 8  | 伊沢照男     | 1939年（昭和14年）12月28日 | 1946年（昭和21年）4月25日  |      |
| 9  | 菅沼良太     | 1946年（昭和21年）5月14日  | 1947年（昭和22年）3月31日  |      |
| 10 | 大塚伊太郎   | 1947年（昭和22年）4月8日   | 1951年（昭和26年）4月7日   |      |
| 11 | 小林秀直     | 1951年（昭和26年）4月23日  | 1955年（昭和30年）4月29日  |      |
| 12 | 伊沢照男     | 1955年（昭和30年）4月30日  | 1956年（昭和31年）9月29日  |      |

出典:『栃木県町村合併誌 第五巻』, p. 229-230